# Marlene Günther
Marlene Susann Günther (født 9. april 1995 i Asker) er en norsk tidligere ishockeyspiller. Hun spillede beck for Linköping HC i den svenske eliteserie for kvinder, hvor hun blev svensk mester (2015). Hun var en del af Norges kvindelige landshockeyhold. Günther har også spillet for Vålerenga Ishockey. Hun trak sig tilbage som aktiv i 2015.